# Keith Forsey
Keith Forsey (* 4. Januar 1948 in London, England) ist ein englischer Musikproduzent, Autor und Schlagzeuger.

## Leben
In den 1970er Jahren war er zunächst Schlagzeuger bei verschiedenen Musikern und Bands, so u. a. bei Niagara, Joy Fleming, Klaus Doldinger, Amon Düül II, Udo Lindenberg, Lipstique, Claudja Barry, Donna Summer und dem Disco-Produzenten Giorgio Moroder. Seit Beginn der 1970er arbeitete Forsey als Studiomusiker, so z. B. bei den frühen Boney M.-Alben und schrieb z. B. deren Song Ribbons of Blue. In dieser Zeit war er einer der meistbeschäftigten Schlagzeuger in Deutschland und war stilprägend für den legendären Munich Sound. Besonders von Moroder stark beeindruckt und beeinflusst, begann Forsey 1977 sich selbst als Produzent zu betätigen. Er gilt als einer der Pioniere im Bereich der Produktion massentauglicher Pop- und Discomusik der späten 1970er sowie der 1980er Jahre.
Im Februar 1981 veröffentlichte Forsey auf Moroders Label Oasis das Soloalbum Dynamite, eine Rock’n-Roll-Platte mit zehn Titeln, die die Single Take Me to the Pilot enthielt. Das Projekt war jedoch nicht erfolgreich. Sein erster Welterfolg war die Single Hey Little Girl der australischen Band Icehouse, gefolgt vom Debüt-Album von Billy Idol im Jahr 1982. Auch viele folgende Idol-Alben (sowie zuvor bereits die Alben von dessen früherer Band Generation X) wurden von Forsey produziert. Mit einer radiofreundlichen und gleichzeitig sehr kraftvollen Produktion vor allem der Idol-Werke machte Forsey sich einen Namen. Daneben komponierte er für den Soundtrack des Films The Breakfast Club den Titel Don’t You (Forget About Me), der ursprünglich für Billy Idol geschrieben, aber von ihm abgelehnt wurde, dann von den Simple Minds interpretiert und zu einem Hit wurde. Ferner produzierte Forsey Musik der Gruppe Psychedelic Furs sowie Soundtracks zu Filmen wie Flashdance (für dessen Titelsong und weitere Titel er als Texter fungierte und für den er 1984 den Oscar erhielt), Beverly Hills Cop – Ich lös’ den Fall auf jeden Fall, bei dem er mit dem Produzenten und Komponisten Harold Faltermeyer zusammenarbeitete, des Weiteren Ghostbusters – Die Geisterjäger, den Breakfast Club, Die unendliche Geschichte (Titelsong The NeverEnding Story) und einige andere.
In den 1990er Jahren wurde es ruhiger um Forsey, wenngleich er in dieser Zeit nicht untätig war. So produzierte er etwa den Soundtrack des Kinokassenschlagers American Pie – Wie ein heißer Apfelkuchen sowie die Musik für einzelne Episoden bekannter Fernsehserien wie Futurama, Ally McBeal, Scrubs – Die Anfänger und weitere. Erst 2003 jedoch trat er wieder medienwirksam in Erscheinung als Produzent der kalifornischen Indie-Rock-Band Rooney. Im Jahr 2005 wurde er dann erneut für Billy Idol auf dessen Comeback-Album Devil’s Playground tätig.